# CP Lys-lez-Lannoy Lille Métropole
Le Club Pongiste Lys-lez-Lannoy Lille Métropole est un club de tennis de table français situé à Lys-lez-Lannoy. L'équipe fanion féminine évolue dans la plus haute division du championnat par équipes depuis 1999. 

## Histoire du club
En 1995, le club a organisé l'échelon National du Challenge Bernard Jeu.
L'équipe fanion féminine monte en première division en 1999 avec le titre de Champion de France de Nationale 1 en poche. Les filles atteignent la troisième place du championnat en 2006 et la conserve la saison suivante devant le titre champion de France sortant, l'USO Mondeville. Relégué sportivement en 2009, le CP Lys reste en Pro A à la suite des retraits de Montpellier et de Beauchamp pour difficultés financières. 
Echouant en 2010 au pied du podium, les filles réalisent une saison 2010-2011 exceptionnelle en remportant leur premier titre de Championnes de France de Pro A et en atteignant pour la première fois de leur histoire les demi-finales de l'ETTU Cup, seule Coupe d'Europe cette saison à la suite de l'annulation de la Ligue des Championnes pour cause de crise économique mondiale et reversant les rares clubs engagés dans cette dernière, d'où l'importance de l'exploit. Elles sortent les Croates du Mladost Iskon Zagreb en huitièmes de finale, triples championnes d'Europe par le passé ; les doubles tenantes du titre espagnoles de l'UCAM Carthagène en quart de finale avant de s'incliner dans le dernier carré contre les néerlandaises du Li-Ning/Infinity Heerlen, futures vainqueurs de l'épreuve. 
L'année suivante, le club échoue en quart contre les Polonaises du Zamek Tarnobrzeg mais conserve son titre après une victoire capitale contre le Kremlin-Bicêtre alors que ces dernières ont été en tête du championnat jusqu'à l'avant-dernière journée.
En 2012-2013, le transfert de Li Xue, alors n°68 mondiale, pour l'ALCL Grand-Quevilly, remplacée par Agnès Le Lannic obligent les nordistes à disputer le 2e tour de l'ETTU Cup, les opposants notamment au Linz LZ Froschberg, le deuxième club de Linz. De plus, les renforcements de certaines équipes comme St-Quentin, Mirande ou Metz promet la conquête d'un 3e titre plus compliquée que prévu. Le club passe finalement le deuxième tour de la Coupe d'Europe mais s'incline encore contre le Zamek Tarnobrzeg au 3e tour. Les nordistes perdent leur couronne au profit de l'US Kremlin-Bicêtre qui remporte son premier titre de Champion de France après plus de 25 ans d'attente.
Pour la saison 2013-2014, Eva Odorova est transféré à Elancourt en Pro B et remplacée par la jeune roumaine Bernadette Scozs. En fin d'année, Valeria Borza, au club depuis 2004, décède brutalement d'une méningite foudroyante alors qu'elle prenait l'avion pour passer les fêtes de fin d'année en Roumanie. Endeuillé, le club se qualifie néanmoins pour les demi-finales de l'ETTU Cup ou ne figure plus des cadors telles le Zamek Tarnobzreg ou le Fenerbahçe SK, équipes habituellement en finale de cette Coupe d'Europe, à la suite d'une réforme sportive de la Ligue des Championnes.
Le 22 mars 2014, le CP Lys-lez-Lannoy se qualifie pour la première fois de son histoire en finale de l'ETTU Cup après une double victoire acquis sur le même sore de 3-1 contre les tchèques de Mart Hodonin. C'est la deuxième fois dans l'histoire du ping féminin français qu'un club parvient en finale d'une Coupe d'Europe après le Montpellier tennis de table en 1993 ou figurait déjà la jeune Agnès Le Lannic. Malheureusement, les nordistes s'inclinent au point-average contre les autrichiennes du SVS Strock malgré sa victoire au match retour 3-2 (défaite à l'aller en France 3-2). Les Lyssoises se consolent avec le 3e titre de Championnes de France.
Pour la saison 2014-2015, le club choisi de ne pas participer aux Coupes d'Europe, se concentrant sur la défense du titre. Elles perdent finalement le titre au profit du Metz TT, qui se renforçait depuis 3 ans, terminant à la deuxième place du championnat.
La saison 2015-2016 du club nordiste restera dans les annales du tennis de table féminin français. En effet, le club est engagé en Ligue des champions à la suite d'une nouvelle réforme sportive. Opposées aux cadors européens du Linz AG Froschberg et du Zamek Tarnobrzeg, les lyssoises terminent logiquement à la 3e et dernière place du groupe malgré une victoire de prestige à la 1re journée en Pologne. Elles sont ainsi reversées en ETTU Cup et parviennent à nouveau en finale (2e finale record) après avoir disposés des russes de Kazan et des hongroises de Budapest. Opposées aux turques de Bursa dont il s'agit de la première campagne européenne de leur histoire, les nordistes s'inclinent à domicile 3-2. Le 29 mai 2016, le CP Lys Lille Métropole gagne le retour en Turquie 3-2 et devient le premier club français féminin de tennis de table à remporter une Coupe d'Europe grâce à un meilleur set-average (16 a 14). En Championnat, elles terminent à nouveau à la deuxième place.
À la suite de la réapparition de la Pro B Dames afin d'aider les clubs financièrement à cause de la pandémie de covid-19 qui a mis a mal l'économie des clubs, l'équipe réserve obtient sa promotion dans cette nouvelle Pro B. Cependant, le club renonce à la Pro A pour raisons financières et prend la place de sa réserve en Pro B

## Bilan par saison
| Saison    | Championnat | Classement    | Pts | J  | V  | N | D  | Pp | Pc | Diff | Parcours en Coupe d'Europe                    |
| --------- | ----------- | ------------- | --- | -- | -- | - | -- | -- | -- | ---- | --------------------------------------------- |
| 2017-2018 | Pro A       | Vice-Champion | 35  | 14 | 9  | 5 | 0  | 35 | 26 | +9   | Quart de finale Ligue des Champions           |
| 2016-2017 | Pro A       | 6e            | 22  | 12 | 5  | 7 | 0  | 22 | 25 | -3   | Demi-finaliste de l'ETTU Cup                  |
| 2015-2016 | Pro A       | Vice-Champion | 36  | 14 | 11 | 0 | 3  | 50 | 26 | +24  | ETTU CUP VAINQUEUR                            |
| 2014-2015 | Pro A       | Vice-Champion | 48  | 18 | 13 | 4 | 1  | 64 | 33 | +31  | -                                             |
| 2013-2014 | Pro A       | Champion      | 46  | 18 | 11 | 6 | 1  | 64 | 35 | +29  | FINALISTE DE L'ETTU CUP                       |
| 2012-2013 | Pro A       | Vice-Champion | 47  | 18 | 13 | 3 | 2  | 64 | 29 | +35  | 3e tour de l'ETTU Cup                         |
| 2011-2012 | Pro A       | Champion      | 46  | 16 | 13 | 3 | 0  | 61 | 22 | +39  | Quart de finaliste de l'ETTU Cup              |
| 2010-2011 | Pro A       | Champion      | 51  | 18 | 16 | 1 | 1  | 68 | 18 | +50  | Demi-finaliste de l'ETTU Cup                  |
| 2009-2010 | Pro A       | 4e            | 41  | 18 | 9  | 5 | 4  | 57 | 41 | +16  | -                                             |
| 2008-2009 | Pro A       | 9e            | 26  | 18 | 2  | 4 | 12 | 30 | 64 | -34  | -                                             |
| 2007-2008 | Pro A       | 8e            | 30  | 18 | 5  | 2 | 11 | 39 | 59 | -20  | 2e tour de l'ETTU Cup                         |
| 2006-2007 | Pro A       | 7e            | 31  | 17 | 5  | 4 | 8  | -  | -  | -    | -                                             |
| 2005-2006 | Pro A       | 3e            | 41  | 18 | 10 | 3 | 5  | -  | -  | -    | -                                             |
| 2004-2005 | Pro A       | 3e            | 38  | 18 | 8  | 4 | 6  | -  | -  | -    | 8e de finale de la Coupe d'Europe Nancy-Evans |
| 2003-2004 | Pro A       | 5e            | 28  | 13 | 5  | 5 | 3  | 37 | 33 | +4   | 8e de finale de la Coupe d'Europe Nancy-Evans |

## Palmarès
- Vainqueur du Challenge Bernard Jeu en 1999

### Équipe féminine
- ETTU Cup
  - Vainqueur en 2016
  - Finaliste en 2014 et 2019
  - Demi-finaliste en 2011, 2017
- Championnat de France de Première Division (3)
  - Championnes en 2011, 2012 et 2014
  - Vice-Championnes de France en 2013 et 2015
  - Troisièmes en 2006 et 2007
- Championnat de France Deuxième Division (1)
  - Championnes en 1999

### Championnat individuel/double...
- 8 médailles d’or, 5 médailles d’argent, 8 médailles de bronze aux Championnats de France (minimes en 1993, cadets en 1994, 1995 et 1997, juniors en 1996, 1997, 1998, 1999 et 2000, seniors en 1999 et 2000).